# FBC Skala Melitopol
Der Floorball Club Skala Melitopol, kurz FBC Skala Melitopol, ist ein ukrainischer Floorballverein aus Melitopol. Die erste Herrenmannschaft des FBC Skala Melitopol spielte viele Jahre in der Wyschtscha Liha und konnte dort zwischen 2015 und 2018 viermal in Folge die Meisterschaft gewinnen. Seitdem hat man die Führungsrolle in der Liga allerdings an den FBC Lemberg verloren und konnte 2024/25 nicht einmal mehr ein Herrenteam für die Meisterschaft melden. An Juniorenwettbewerben nimmt der Verein derweil weiterhin teil.
Größter internationaler Erfolg des Vereins ist der zweite Platz bei der EuroFloorball Challenge 2017, bei der im Halbfinale ein 7:4-Sieg gegen den UFC Utrecht (Niederlande) gelang, ehe im Finale nach einem 4:9 gegen Tsunami Záhorská Bystrica (Slowakei) Endstation war.

## Erfolge
- Meister (4): 2015, 2016, 2017, 2018
- EuroFloorball Challenge: Zweiter Platz 2017